# فليمينغ بوفلسن
فليمينغ سوغارد بوفلسن (بالدنماركية: Flemming Povlsen)‏، من مواليد 3 ديسمبر 1966 في برابراند في الدنمارك، لاعب كرة قدم دنماركي سابق.
بدأ مسيرته الكروية في عام 1984 في نادي أرهوس، ولعب معهم حتى عام 1986، وقد شارك معهم في 40 مباراة، وفي موسم 1986/1987 انتقل إلى رديف نادي ريال مدريد، ولعب معهم 40 مباراة وسجل 10 أهداف، وفي عام 1987 انتقل إلى نادي كولن الألماني، ولعب معهم حتى عام 1989، وشارك في تلك الفترة في 71 مباراة وسجل 19 هدف، وفي موسم 1989/1990 انتقل إلى نادي بي أس في آيندهوفن الهولندي، ولعب معهم 30 مباراة وسجل 10 أهداف، وفي عام 1990 انتقل إلى نادي بروسيا دورتموند الألماني، ولعب معهم حتى عام 1995، وشارك معهم في 116 مباراة وسجل 20 هدف.
و قد لعب مع منتخب الدنمارك لكرة القدم بين عامي 1987 و1994، وقد لعب في تلك الفترة في 62 مباراة وسجل 21 هدف.

## مسيرته الكروية
لعب فليمينغ بوفلسن خلال مسيرته الاحترافية مع 6 أندية في ستة عشر موسمًا وسجل خلالها 70 هدف ضمن 302 مباراة. حيث فاز في موسم واحد بالكأس وفي موسمين بالدوري.
خاض فليمينغ بوفلسن مسيرته مع نادي آرهوس جمناستيك فورينينغ في موسم 1984 واستمر معه طيلة ثلاثة مواسم، مشاركًا في 40 مباراة سجل خلالها 13 هدفًا. ثم انتقل إلى نادي ريال مدريد كاستيا في موسم 1986–87 لمدة موسم واحد، حيث شارك في 40 مباراة سجل خلالها 8 أهداف. لينتقل بعدها إلى نادي كولن في موسم 1987–88 واستمر معه طيلة ثلاثة مواسم، مشاركًا في 71 مباراة سجل خلالها 19 هدفًا. ثم انتقل إلى نادي آيندهوفن في موسم 1989–90 لمدة موسم واحد، مشاركًا في 29 مباراة سجل خلالها 10 أهداف. هذا وانتقل لاحقًا إلى نادي بوروسيا دورتموند للفورميلا في موسم 1990–91 ليلعب معه خمسة مواسم، مشاركًا في 116 مباراة سجل خلالها 20 هدف. ثم انتقل بعدها إلى Brabrand IF ‏ في موسم 2001–02 واستمر معه طيلة ثلاثة مواسم، مشاركًا في 6 مباريات ولم يسجل أي هدف.

## روابط خارجية
- فليمينغ بوفلسن على موقع قاعدة بيانات كرة القدم.إي يو (الإنجليزية)
- فليمينغ بوفلسن على موقع بيانات كرة القدم. دي إي (الألمانية)
- فليمينغ بوفلسن على موقع ناشيونال فوتبول تيمز (الإنجليزية)
- فليمينغ بوفلسن على موقع عالم كرة القدم.نت (الإنجليزية)